# オールレンジ攻撃
オールレンジ攻撃（オールレンジこうげき、all range attack）は、アニメ『機動戦士ガンダム』をはじめとする『ガンダムシリーズ』に登場する架空の兵器における攻撃手法のひとつ。また、他作品における同様の攻撃手法の通称として使われることもある。

## 概要
目標の周囲に端末群を展開しあらゆる方向から連携攻撃する飽和攻撃の一種で、回避が極めて難しい。機動兵器本体からの攻撃を併用したり、端末を意図的に暴露してフェイントをかけたりと、バリエーションが多い戦術である。端末のみを長距離移動させる戦術も採られた。宇宙世紀作品では、サイコミュ端末を用いた戦術の代表がこのオールレンジ攻撃（全方位攻撃）とされ、劇中でも言及されている。

## 備考
アニメーション映画『機動戦士ガンダム 逆襲のシャア』以降の作品にオールレンジ攻撃用兵器はあまり登場しなくなったが、これは本来、巨大な人型兵器同士の挌闘戦を理由づけるためにミノフスキー粒子などの設定を作ったのに、アニメ『機動戦士Ζガンダム』以降の作品ではファンネルを使いすぎており、これでは本来の意図から外れてしまうため、監督の富野由悠季自身があえて使わないようにしたといわれている。これについては、富野自身がインタビューで「（ファンネルを）多用すると戦闘シーンがあまりにも単調になりすぎる」という発言をしている。

## 各作品におけるオールレンジ攻撃

### 『機動戦士ガンダム』(その他「宇宙世紀」)シリーズ
ガンダムシリーズ第一作『機動戦士ガンダム』におけるオールレンジ攻撃は、主にニュータイプがサイコミュ（サイコ・コミュニーケーター、感応波によって機械を思考制御するためのシステム）制御による複数の遠隔誘導攻撃端末を用いて行う手法が一般的である。歴史的には一年戦争時、ジオン公国のフラナガン機関にて開発されたニュータイプ専用モビルアーマー・ブラウ・ブロに搭載された有線式メガ粒子砲砲塔をはじめ、その後、エルメスに搭載された無線制御のビットが開発される。さらにグリプス戦役時にはエネルギーCAPを用いることで、小型化・軽量化したファンネルが開発された。
原則的に、ビット／ファンネル兵器のほとんどが重力下（1G環境下）では使用が不能、あるいは極度に制限を受ける。これは、ファンネル等は機器に充填されている推進剤（プロペラント）量がそもそも少ないのに対して、1Gがかかる環境ではただ“浮かぶ（滞空させる）”だけであっても、数トン～の自重を支えるために推進剤を多量に消費する上、パイロット（ニュータイプ、または強化人間）にとっても気流、慣性に逆らうための複雑な機動に集中力を割かなくてはならない。ここから更に“敵機に対して高速で機動させる”場合は極短時間で推進剤を枯渇させてしまうためである。無論、全く使用できないというわけではなく、キュベレイMk-IIがファンネルを、サイコガンダムMk-IIがレフレクター・ビットを、大気圏内戦闘において射出して戦闘を行ったように、ファンネルを自機の超近距離へ射出すれば推進剤が枯渇するまでの短時間のみ攻防が可能である。
極めて強力な機動兵器用兵装と見なされるサイコミュ制御式の攻撃端末だが、使いどころが難しいという側面もある。フルスペックのサイコミュ端末の場合、高度なニュータイプ能力を要求されるのも一因だが、攻撃のための「下準備」が必要な点も重要となる。下準備とは、「端末の射出」、「敵機の目をごまかしての移動」、「射点への配置」というプロセスのことで、これを行わないと効果的なオールレンジ攻撃が難しくなってしまう。一連のプロセスは高速で行われるものの、敵機を捕捉した瞬間に発射可能なビーム・ライフルなどと比較すると、攻撃までのタイムラグが長い。会敵距離にもよるが、攻撃に入るタイミングは一般的な火気のほうが早くなりかねず、近接格闘戦の間合いでは端末の射出自体が難しくなってしまうのである（交戦距離が近すぎると、端末を展開していても使いにくいという別の問題もある）。ニュータイプは一般人より状況把握が早いため、初手の問題は解決しやすい。だが、一対多やニュータイプ同士の戦闘では、話は変わってくる。宇宙世紀0090年代初期のニュータイプ専用MSが白兵戦能力を重視した背景には、こうした理由もあると思われる。
連邦軍では0090年代にはνガンダムの戦闘データをもとに対オールレンジ攻撃戦術が構築されており、『UC』Episode1ではスタークジェガンがクシャトリヤのファンネルに対する散弾での牽制、追加装甲でのコックピットの防御、自爆の危険性を伴うためファンネルが使いにくい近接戦闘への誘導など対オールレンジ攻撃戦術の一端が垣間見られる。
宇宙世紀0100年以後を描いた作品では、ファンネルをはじめとするオールレンジ兵器の登場は少なくなるが、漫画『機動戦士クロスボーンガンダム』シリーズには数種類登場している。その後年の『機動戦士Vガンダム』でもザンスカール帝国のスーパーサイコ研究所で開発された機体にはサイコミュ技術を用いた、オールレンジ攻撃可能な兵器が登場する。

#### 有線式メガ粒子砲
アニメ『機動戦士ガンダム』に登場する、有線式のオールレンジ攻撃用兵器。
最も初期のオールレンジ攻撃用兵器であり、ブラウ・ブロに初めて搭載された。感応波による指令を光ケーブルで伝達し、機体に搭載されているメガ粒子砲砲塔の一部を分離する事ができる。ブラウ・ブロの搭載型は在来型のメガ粒子砲を使用しているため、強力な熱核反応炉を必要とし大型となっている。ブラウ・ブロの搭載型は有線式ではあるものの、オールレンジ攻撃による立体攻撃が可能で、MS2～4機分の戦力を発揮した。有線式のメガ粒子砲は後に、ブラウ・ブロのデータを経て小型化されたものがジオングの腕部5連装メガ粒子砲に採用された。

#### ビット
Bit
アニメ『機動戦士ガンダム』より登場する、無線式のオールレンジ攻撃用兵器。
サイコミュによって脳波で遠隔操作を行う自走式のビーム砲台で、ニュータイプおよび強化人間のみが扱える。ミノフスキー粒子が形成する立方格子の振動伝播を応用したミノフスキー通信を使うことで無線誘導が可能となり、ビットとして結実した。
ジオン公国軍のエルメスに搭載されたタイプは熱核反応炉を内蔵しているため稼働時間、メガ粒子の威力共に高レベルだが、全長約8.4mという大型になってしまっている。
なお、アニメ『機動戦士ガンダム』企画段階での名称はドクであった。
アムロは「とんがり帽子（連邦軍におけるエルメスの通称）の付録」と呼んでいた。
なおフィン・ファンネルも広義的にはビットの一種である。

#### ファンネル
Funnel
アニメ『機動戦士Ζガンダム』より登場する無線式のオールレンジ攻撃用兵器。
正式にはファンネル・ビット（Funnel Bit） という。一年戦争期のエルメスに採用された「ビット」を発展させた兵器であり、サイコミュを用いて、母機（モビルスーツまたはモビルアーマー）から分離して無線で遠隔操作され、搭載されているビーム砲を用いて攻撃を行う。通常の電波による無線ではなく、パイロットの感応波を用い、感応波がミノフスキー粒子を振動させる性質を利用することで、ミノフスキー粒子が散布された空間での遠隔操作を可能としているのもビットと同様である。
最初に登場したファンネルは、『機動戦士Ζガンダム』に登場したキュベレイに装備されたものである。名前はその形状が漏斗（ファンネル）に似ていたことに由来するが、これ以降、形状に関わらず同種の兵器の一般名称となり、『機動戦士ガンダム 逆襲のシャア』では、漏斗型ではなく円筒型（ヤクト・ドーガ及びサザビー）のファンネルや板状（νガンダム）のフィン・ファンネルと呼ばれる兵器が登場する。ファンネル・ミサイルと呼ばれる、ミサイルをサイコミュでコントロールすることにより攻撃を行う兵器もある（後述）。
ファンネルはジェネレーターが内蔵されていないのがビットとの大きな違いで、エネルギーCAPの技術向上により、本体内に稼動に必要なエネルギーを蓄積する事が可能となり、そのためジェネレータをファンネル本体に搭載せず、母機（モビルスーツ等）にてエネルギーの充填を行う形で小型化が可能となった。必要なエネルギーをその都度母機にて再充填しながら使用する必要があり、稼働時間は短くなったが量産化は容易となった。
ファンネルが射出するのはレーザービームとなっている。また「エネルギーCAPの大容量化」により、ビットと同等の威力を有したモデルも存在する。
宇宙世紀0153年代頃（『Vガンダム』の時代）には、バイオコンピュータの発達などによって、機動兵器に搭載されることが稀になっている。
小説『ガイア・ギア』では、宇宙世紀0200年代において、アフランシやウルのようなニュータイプがファンネルを使用している。
この兵器の名前は2018年前後から一部のネットユーザーに隠語として使用されている。ネット空間に多数の支援者を持つ言論人が自ら手を下すことなく、対立する個人、団体を攻撃させる行為を「ファンネルを飛ばす」または、「ファンネル飛ばし」と呼ぶ。本体とは離れた場所から数多くの支持者たちが本人に代わって目標となる人物に対してほぼオートマチックに一斉攻撃を加えるという意味では、本兵器の特徴を鋭く捉えたネット用語となっている。

#### インコム
Incom
アニメ『機動戦士ガンダムΖΖ』（劇中の時系列では雑誌企画『ガンダム・センチネル』）より登場する、有線式のオールレンジ攻撃用兵器。
準サイコミュ制御による誘導攻撃兵器の一種であり、内部に誘導用のワイヤーが巻かれている。方向変換の際にはリレーインコムと呼ばれる中継器をワイヤー上に射出し、本体のベクトル変更を行う。また、ユニットの回収はワイヤーの巻取りによって行われ、一射するごとに再チャージする必要がある。このデバイスの操作は主に前述の準サイコミュによって行われ、ファンネル兵器によるオールレンジ攻撃に近い戦法が実現可能となっている。しかし、コンピュータによるアシストを経てもインコムの制御は2次元的な挙動が限界である。
この武器を初めて搭載したのが、地球連邦軍オーガスタ研究所にて開発されたガンダムMk-Vである。この機体は「ペズンの反乱」時に、反乱軍であるニューディサイズの手に渡り使用された。
ガンダムMk-Vはニューディサイズが入手した個体の他に2機が存在し、ティターンズのローレン・ナカモトの手引きによって1機がネオ・ジオンに渡り、後に第一次ネオ・ジオン抗争にて運用されるドーベン・ウルフの雛形となった。この機体にも準サイコミュとインコムが搭載されている。
また、オーガスタで開発されたインコムの技術はアナハイム・エレクトロニクスにも伝えられており、同社製のSガンダムにも採用されている。
第二次ネオ・ジオン抗争期においては、フィン・ファンネルとインコムの換装を可能とした量産型νガンダムが設計されているが、実戦配備された公式な記録はない。
スマートフォンゲームアプリ『機動戦士ガンダム U.C. ENGAGE』のイベント「0086 ペッシェ・モンターニュ ～水の星にくちづけをI～」によれば、ムラサメ研究所によって開発され、オーガスタ研究所で旧ジオン公国軍出身の「人工NT」とされるペッシェのサイコミュ発動時の思考と反射速度をデータ化しサンプリングすることで完成する。

#### フィン・ファンネル
Fin Funnel
小説・アニメーション映画『機動戦士ガンダム 逆襲のシャア』に登場する、νガンダムに使われたアムロ自らの設計によるファンネル。脳波コントロール出来るミサイルであるとも言われている。
ネオ・ジオンのファンネルはレーザービーム砲だが、フィン・ファンネルは小型化が困難であったメガ粒子砲でありファンネルとしては凄まじい威力を持っている。また、νガンダムに搭載されたフィン・ファンネルは小型の熱核反応炉（ジェネレーター）を搭載する。ジェネレーターを搭載という特徴は本来のファンネルではなく、元のビットのものだが、これが開発された時代では既にサイコミュ制御兵器の名称として「ファンネル」の方が普及していたため、これらもファンネルの名を付けられている。
フィン・ファンネルは小型熱核反応炉（ジェネレーター）と開放型のメガ粒子加速帯（メガ粒子偏向機）を搭載し、既存のビットなどのサイコミュ制御兵器より遥かに強力なビームで攻撃が可能となっているほか、発生するメガ粒子をファンネル同士の間に膜状に自機を取り囲ませ、ピラミッド状に配置することでバリアーとするフィン・ファンネル・フィールドが使用できる。
また、それ自体が3つのブロックからなる羽根状のAMBACユニットとして作用するため、燃費の節約による稼働時間の向上と運動性の強化を付与している。
νガンダムに装備されたものは、機体が急造だったこともあり、一度射出すると本体に戻すことが出来ない使い捨ての兵装となっている。対して発展型であるHi-νガンダムではエネルギーの再充電が可能となっており、こちらは出力3MWで1チャージでの装弾数7発となる。
作中の時代設定がより後年となる小説『ガイア・ギア』のゾーリン・ソールには、これをより小型化させた「ゾーリン・ファンネル」が搭載されており、充電の際の母艦的存在となるシールドの裏に2基セットされている。

#### ファンネル・ミサイル
Funnel Missile
『機動戦士ガンダム 閃光のハサウェイ』に登場。ペーネロペー、Ξガンダムなどに装備されている。地上で使うために生み出されたのがファンネル・ミサイルであり、ミサイルにミノフスキー粒子を利用して方向転換の指示を出す誘導兵器。その誘導性能は、緩やかにカーブを描いて敵機の方向に1～2回追従する程度ではあるが、重力下という条件で、ミノフスキー粒子が散布されている中、敵機を追従できる武器はファンネル・ミサイルだけである。
「射出」「移動」「配置」「射撃」というプロセスを経て攻撃する通常の端末（ファンネル）と異なり、射出から攻撃（目標への接触）がワンアクションで行われるため、敵に気取られにくい利点がある。その攻撃特性はミノフスキー粒子未散布時の高機動ミサイルに近く、ユニコーンガンダム系MSですら回避しきれないとされる。
『ANAHEIM ELECTRONICS GUNDAM HISTORY 2002 CALENDAR』の解説によれば、ファンネル・ミサイルは、サイコミュデバイスそのものの小型高性能化が進んで、往還機能やビーム兵器用のジェネレーター、あるいはコンデンサーやプロペラントなどを搭載するよりも逆に信頼性が高いとされている。
ファンネル・ミサイルに近い構造といえる兵器として、アニメ『機動戦士ガンダムUC』では、クシャトリヤ・リペアードの「改造ファンネル」が登場する。こちらは整備現場で考案、改修されたファンネルの先端に大型グレネードを加工接合した武器であり、ファンネルそのものを対象にぶつけることで攻撃する。なお、小説版『UC』における該当場面でも、クシャトリヤがエネルギー切れとなったファンネルや、サイコフレームが組み込まれたバインダーを切り落として敵機に突撃させて使用する描写があり、「誘導ミサイルと化したファンネル」という比喩表現が用いられている。
なお、初めて設定として言及されたのは『月刊ニュータイプ』1987年11月号に掲載されたゾーリン・ソール（『ガイア・ギア』登場のMS）の解説文で「サイコミュ操作により、直接目標物に激突、破壊する」と解説されている。しかし富野由悠季の小説では、ファンネルは脳波コントロールできるミサイルと解説されている。小説『ガイア・ギア』においてもファンネル・ミサイルという兵器は登場せず、ウル・ウリアンの駆るブロン・テクスターから発射された四本のファンネルも脳波コントロールされるミサイルと表記されており、ガイア・ギアに四方から襲いかかったが、ガイア・ギアのビーム・バリアーに接触した為自爆していった。

#### ザンスカール帝国のオールレンジ兵器
コンティオはショットクローという有線式の遠隔操作武器を装備している。これはファンネルやインコム等のサイコミュ兵器に類似する武器で、過去のサイコミュ兵器の技術に影響を受けている可能性を指摘、あるいは宇宙世紀0150年代の有線式サイコミュ兵装と明記されている。
他にもこの時代には技術の明らかでない有線式・無線式の遠隔操作兵器が複数存在する。（但し「ミノフスキー・コントロール」など、一部の遠隔操作においてはミノフスキー粒子の光子振動を利用した無線通信であることが明らかになっている）。
なお、Gジェネレーションシリーズに登場する、ゲームオリジナルMSのリグ・リング、ザンスパインが装備している武器に関しては明確に「サイコミュ」制御と設定されている。

#### その他のオールレンジ攻撃用兵器
オールレンジ攻撃用兵器は上記以外にも多種多様なものが開発された。
リフレクタービット (Reflector Bit)
サイコガンダムMk-IIに装備されたもので、これはサイコミュによって制御され、サイコガンダムMk-IIが発したビームを反射して死角から敵機に対して変則的な攻撃を可能としている。
後にジオン残党軍のシャンブロにも、ビームを偏向させる同系統の装備が採用された。なお、水陸用MAである（宇宙での運用を考慮していない）シャンブロのリフレクタービットは、大気圏内での運用に特化しており、スラスターではなくローターによって揚力と推力を得ている。
リフレクターインコム
Ex-Sガンダムの膝部に搭載されている。リフレクタービットと同様の機能を持つ有線兵器で、Ex-Sガンダム本体から発射されたビームを、瞬間的に展開したIフィールドで偏向させ（このときの最適の攻撃パターンはコンピューターに計算される）、相手の予想外の方向から攻撃を仕掛けることができる。リフレクタービットと異なり、防御用途の想定を示す設定は存在しない。
有線サイコミュ式ビーム・ソード
サイコガンダムMk-IIに搭載されたサイコミュ制御による射出式の有線ビームソード。ビームソードの他、指先に1基、計5基のビーム砲を搭載する。技術的には有線サイコミュ兵器（ジオングの射出式腕部）有線サイコミュアームに近い物である。
有線式ビーム砲
ドーベン・ウルフの射出式腕部ユニットで、一般兵用サイコミュによって制御される。高圧電流を敵機に送り込む機能も有する。指揮官機のものはレーザー通信による無線操作式。
マザーファンネル (Mother Funnel) とチルドファンネル (Child Funnel)
ゲーマルクは、マザーファンネルとチルドファンネルという親子式のファンネルを搭載しており、マザーファンネルを遠隔操作した後、その中にあるチルドファンネルを展開することで、より遠距離・広範囲のオールレンジ攻撃を仕掛けることができる。
テンタクラーロッド (Tentacler Rod)
アニメーション映画『機動戦士ガンダムF91』に登場する、モビルアーマー・ラフレシアが125基を搭載、同時稼働させる触手型のオールレンジ攻撃用兵器。ネオ・サイコミュで制御する。
ビットMS・ハスター
OVA『GUNDAM EVOLVE ../9』に登場。サイコシップ・ゲミヌスから遠隔操作される可変型サイコミュ・モビルスーツ。
モビルビット (Mobile Bit)
漫画『ダブルフェイク アンダー・ザ・ガンダム』に登場したバギ・ドーガには、モビルビットと呼ばれるバッタ状のオールレンジ攻撃用兵器が搭載されている。このモビルビットはコンピュータ制御により半自律行動し、近接戦闘も可能となっている。
アンチ・ファンネル・システム (Anti-Funnel System, AFS)
漫画『機動戦士ガンダム ムーンクライシス』に登場したグラン・ジオング、および漫画『機動戦士ガンダムReon』に登場したレオンに搭載された対サイコミュ兵装。すべてのフィールド作用を押さえこむとされる  。前者はIフィールドジェネレータで駆動していたΖプルトニウスを一時的に停止させ、後者はνガンダムの使用したフィン・ファンネルの動きを停止させた。上述の作品以外には登場しない。
サイコミュ・ハンド (Psycomu Hand)
漫画『機動戦士VS伝説巨神 逆襲のギガンティス』に登場したメガゼータには、無線式のサイコミュ・ハンドが搭載されている。ドーベン・ウルフに搭載されている物とは異なり従来のサイコミュ兵器同様、NT能力に反応して操作する。
フェザーファンネル (Feather Funnel)
漫画『機動戦士クロスボーン・ガンダム』シリーズに登場するファンネル。「フェザー」の名の通り羽根のような形状をしており、従来のファンネルに比べ小型化されているため、大量に搭載することが可能となっている。その反面、完全に使い捨ての装備である。作中ではディビニダド、インプルース・コルニグス、ディキトゥスに装備され、特にインプルース・コルニグスの物はディビニダドに比べ小型化されているうえ、地上（1G環境下）でも使用可能。
なお、ゲーム『SDガンダム GGENERATION』シリーズオリジナルモビルスーツ・フェニックスガンダム系の機体もフェザーファンネルを装備しているが、外見は大きく違い、名前以外の共通点は見出せない。
サイコプレート（Psycho Plate）
漫画『機動戦士ムーンガンダム』に登場するオールレンジ攻撃用兵器。板のような形状をしており、サイコフレームが組み込まれている。宇宙世紀のオールレンジ攻撃用兵器としては珍しく射撃能力は無く、サイコフレームの硬度を活かして高速で敵機に直接ぶつける事で攻撃する。
ヒルトファンネル
漫画『機動戦士ガンダムF90 ファステストフォーミュラ』に登場するオールレンジ攻撃用兵器。ハルファイターに搭載されたサイコミュで制御され、『機動戦士ガンダム00』のGNファングのようにビーム刃を形成し、それによる斬撃や突撃をメインとする。ガンダムF90本体で手持ちのビーム・サーベルとしても使用可能。
レモラ・ファンネル
スマートフォンアプリ『機動戦士ガンダム U.C. ENGAGE』に登場するオールレンジ攻撃用兵器。

### 『機動武闘伝Gガンダム』シリーズ
『機動武闘伝Gガンダム』におけるオールレンジ攻撃については、詳細は不明である。ガンダムローズに搭載されているローゼスビット (Roses Bit)等が存在する。

#### ローゼスビット
バラの花を模したビット。アニメーション作中では有重力下でも自力で浮遊し、一機に一門のビーム砲を搭載している。ガンダムローズの左肩を覆う可動式シールド内に多数格納されている。脳波コントロールにより操作するとされるが、具体的な技術は明らかになっていない。

#### バルーンビット
ジェスターガンダムが使用する。操作方法は不明。

### 『新機動戦記ガンダムW』シリーズ
『新機動戦記ガンダムW』作中においてはモビルドール（MD）の大軍をゼロシステムによって集中制御する技術が見られたが、操作方法の詳細は不明。
外伝作品である「新機動戦記ガンダムW デュアルストーリー G-UNIT」に登場するハイドラガンダムは肩の可動式ビーム砲をワイヤー誘導式の遠隔攻撃端末として使用し、オールレンジ攻撃を仕掛けている。ハイドラガンダムはパイロットの精神と直接リンクさせたセンサーシステムを採用しているとされるが、オールレンジ攻撃の詳細な制御方は明かされていない。

### 『機動新世紀ガンダムX』シリーズ
『機動新世紀ガンダムX』においてはNT専用の有線ビーム砲、ビットやビットモビルスーツといったオールレンジ攻撃用兵装が登場した。

#### 有線ビーム砲
パトゥーリアに搭載されているNTシステム対応装備。操作方法は不明。

#### ビット(ガンダムX)
ベルティゴに搭載されている。ニュータイプによって遠隔操作される装備だが、操作方法は不明。

#### ビットモビルスーツ
ニュータイプが母機となるモビルスーツよりフラッシュシステムによって遠隔操縦する。ガンダムタイプ専用のものとしてはガンダムレオパルド用のGT-bit、ガンダムエアマスター用のGW-bit、ガンダムX用のGX-bitが確認される。これら3機は7次大戦の折にそれぞれ12機が投入された。月面基地には自衛用のビットモビルスーツが配備され、D.O.M.E.のサイコミュによって動かされていた。
ガンダムタイプ以外では戦後製作されたラスヴェートのためにビットモビルスーツが制作されている。これは母機と外見が全く同じという特徴を持つ。

#### AIドローンビット
ガンダムヌーヴェルに搭載されている。ビットにAIが搭載されており、AIの自己判断で行動する。『SDガンダム GGENERATION CROSSRAYS』にて設定された。

### 『∀ガンダム』シリーズ
∀ガンダムにおけるオールレンジ攻撃は、ターンXが数回使用している。使用方法そのものは定かではないが、ターンXをNT専用の機体であると示唆した資料も存在する。機体を頭部・上下半身・両手足に分割し、個別に攻撃する事を可能としている。これはブラッディ・シージ(bloody siege)と呼ばれる。

### 『機動戦士ガンダムSEED』シリーズ
『機動戦士ガンダムSEED』シリーズにおけるオールレンジ攻撃は、ガンバレルまたはドラグーン・システムと呼ばれる二種類の兵器が主に知られている。
外伝作品『機動戦士ガンダムSEED X ASTRAY』作中においては基本的な操作方法はガンバレル・システムとドラグーンシステムで同様と説明されている。その操作方法はパイロットの神経と直接リンクした方式によって行われ、使用者には高い空間認識能力が求められる。また、フォトストーリー作品『機動戦士ガンダムSEED DESTINY MSV戦記』作中においては、使用時は機体のセンサーから送られる情報をパイロットの脳で処理し、各攻撃端末に送り込むといった描写も確認できる。また、使用時は各攻撃端末のX・Y・Z軸を把握する必要性があるともされている。
月刊ニュータイプ2004年2月号の『機動戦士ガンダムSEED』シリーズにおいて設定製作を担当した森田繁のコラムにおいては、ガンバレルとドラグーンの原理は宇宙世紀のファンネルと同じであり、コントロールは脳波制御の一種とも言えるもので、搭乗者の脳内にある物体配置を読み取りデータ化して制御系にフィードバックしていると説明される。また、森田はドラグーンシステムやガンバレルにおいて必要とされる「空間認識力が傑出した人間」とは、三次元において物の位置を把握する能力に長けた人間であると説明している。

#### ガンバレル
ガンバレル（Gun Barrel）は、『機動戦士ガンダムSEED』シリーズに登場する架空の兵器。多数の攻撃端末（飛行砲台）を同時に制御しオールレンジ攻撃を行う兵装である。
それぞれのガンバレルは個々に火砲とレーダー、推進・姿勢制御用スラスターを備え、これに本体のモビルアーマー（モビルスーツ）が個別に移動・攻撃する事で変幻自在のオールレンジ射撃を行う。ただし、使用には高い空間認識能力を必要とするため、ガンバレルを使えるパイロットは少ない。また、使用は宇宙空間においてのみであった。
母機⇔攻撃端末間の通信方式は有線式のため、Nジャマーの影響はないが（ガンバレルの実用化は、量子通信の実用化以前）、その為攻撃端末の動きに制約がかかり、通信用ケーブルが切断されてしまうと操作不能となる。
ガンバレルの主な搭載機は以下の通り。
- メビウス・ゼロ
- ガンバレルストライカー
- ガンバレルダガー
- エグザス

#### ドラグーン・システム
ドラグーン・システム（Disconnected Rapid Armament Group Overlook Operation Network・system：分離式統合制御高速機動兵装群ネットワーク・システム）とは、『機動戦士ガンダムSEED』シリーズに登場する架空の兵器。多数の攻撃端末（飛行砲台）を同時に制御しオールレンジ攻撃を行う広領域戦闘性に優れた兵装である。
パイロットの空間認識能力を用いて運用されるが、ザフトのマルチロックオンシステム導入機では、同システムも操作に活用される。その使用時にはパイロット側に相応の負担が発生し、連続使用の際は疲労する。各攻撃端末はドラグーンと呼ばれ、個々にビーム砲と多数の推進・姿勢制御用スラスターを備え、高い攻撃力と機動力を持つ（ドラグーンの稼動に必要なパワーは、母機に戻ることで補給される）。アカツキやドレッドノートにて運用された際は、ビーム砲から放たれる粒子線を再成形してバリアを展開する描写も見られた。
母機⇔攻撃端末間の通信方式は、大量の情報を遣り取り可能且つNジャマーの影響を受けない量子通信である為、無線での誘導を可能としている。母機と攻撃端末の通信には「クォンタム・トランシーバー(量子通信機)」が用いられており、電波妨害によって動作を阻害される事はなく、個々の端末の動きに制約が少ない。そのため、ガンバレルと比較して、より複雑なオールレンジ攻撃を可能とする。しかしながら、定期的に母機へと帰還し再充電を行わなければいけないため、その際は攻撃が手薄となる新たな弱点も発生している。基本的に宇宙用の装備であるが、カオスガンダムの機動兵装ポッドやデストロイガンダムのシュトゥルムファウストのように、大気圏内での使用を行ったモデルも存在する。
第一世代ドラグーン・システム
ドラグーン・システムは第一世代と第二世代の二種類に分かれており、第一世代はガンバレルと同様特殊な「空間認識能力」を必要とする。パイロットがコーディネイターかナチュラルかは無関係。
本編で第一世代ドラグーンを使用したパイロットはラウ・ル・クルーゼとムウ・ラ・フラガのみ。外伝作品『SEED ASTRAY』では、コートニー・ヒエロニムスやプレア・レヴェリーが適性者として登場する。その特性からガンバレルと同様に使用可能なパイロットは限定されるが、ペルグランデのように外科手術によって空間認識能力を補ったケースも存在する。
『SEED』シリーズで登場した主な搭載機は以下の通り。
- プロヴィデンスガンダム
- アカツキ（シラヌイ）
- ドレッドノートガンダム（Xアストレイ）
- ペルグランデ
- レッドフレーム改（タクティカルアームズ2L）
- ニクスプロヴィデンスガンダム

第二世代ドラグーン・システム
ザフト設計局に有用性を高く評価されたドラグーン・システムは、カオスの機動兵装ポッドによって操作性の普遍化（とはいえ、この段階では相応の技量を要求した）がなされ、その後、プロヴィデンスザクやレジェンドによって量子インターフェースを改良され、レスポンスが大幅に向上したことによりドラグーンは後世に入るほど、精度と性能が向上「使用者の空間認識能力に依存しない第二世代ドラグーン・システム」へと発展した。しかし、ドラグーンシステムが持っていたパイロットへの負担は解消されていない。また、元々ドラグーン・システムが使用者に資質を求める兵装であったため、機械的な補助を重視した場合、第一世代ドラグーンよりも動作性能が劣る問題点も存在し、第二世代化という技術革新を踏まえても扱いには向き不向きがあり、空間認識能力を持っているほうが確実に有利である。
『SEED』シリーズで登場した主な搭載機は以下の通り。
- カオスガンダム
- レジェンドガンダム
- プロヴィデンスザク

※デストロイガンダムに搭載されている両腕部飛行型ビーム砲「シュトゥルムファウスト」はドラグーン・システムによって運用されるものの、そのシステムが第一世代であるか、第二世代であるかの言及はなされていない。同様に「ブルーフレームD」においても複数のドラグーン・システムが導入されているが、世代は明らかにされていない。
スーパードラグーン
ザフトによって開発された第二世代ドラグーンをベースとしながら、キラ・ヤマトによる使用を前提としたターミナル独自の改良進化がなされたものであり、改良の結果、マルチロックオンシステムによる同時攻撃能力はフリーダムガンダムを上回っている。しかし、その制御を担うパイロットには常人には不可能といわれる情報量の処理を要求するため、キラでなければ性能を最大限に発揮させることは不可能である。なお、この武器に限っては第二世代ドラグーンをベースとしながらも「空間認識能力」が必要なタイプである。
判明している採用機はストライクフリーダムガンダムのみとなる。
簡易ドラグーン
詳細は不明だが、セカンドステージシリーズ以降のビームブーメランに使用される。
判明している採用機はデスティニーガンダムとソードインパルスガンダムのみとなる。

### 『機動戦士ガンダム00』シリーズ
『機動戦士ガンダム00』の舞台である西暦2300年初頭では、以下のようなオールレンジ攻撃用の装備が存在する。
一般的なパイロットが操作可能なものとイノベイターのような脳量子波の使用に長けた搭乗者のためのものに大別され、ハロを用いたコントロールと脳量子波を用いたコントロールが判明している。その他にはAIを用いない、パイロットのコントロールを受け続けるタイプが存在するとされるが、詳細な操作方法は明らかにされていない、

#### GNビット
主にオリジナル太陽炉搭載機で運用されるオールレンジ兵器の総称。作中に「GNビット」という名の武装はガンダムアルテミーのみで、それ以外は「GN○○ビット」（○○はその武装を一言で表したもの）という名を持ち、それぞれの特性はその名に準ずる。
以下のバリエーションが登場している。
- GNシールドビット（ケルディムガンダム）
- GNライフルビット（ケルディムガンダムGNHW/R）
- GNピストルビット・GNライフルビットII・GNホルスタービット（ガンダムサバーニャ）
- GNシザービット（ガンダムハルート）
- GNソードビット（ダブルオークアンタ）
- GNプロトビット（セファーラジエル/ガンダムラジエルブラック）
- GNビット（ガンダムアルテミー）
  - 後に開発されるGNファングと同じように射撃機能と格闘機能の両方を持っている。

#### GNファング
作中では擬似太陽炉搭載機のみに運用されるオールレンジ兵器、またはその総称。ほぼすべての端末が射撃機能と格闘機能の両方を持っており、遠近・射撃格闘を問わない運用が可能なのが特徴。
以下のバリエーションが登場する。
- GNファング（ガンダムスローネツヴァイ、ガンダムスローネアイン トゥルブレンツ、アルヴァトーレ、アルケーガンダム、レグナント）
  - 武装名は同じだが、スローネツヴァイの改良型であるアルケーのものを除き、すべて形状と特徴が異なる。アルヴァトーレは射撃機能のみで、レグナントは格闘機能を有しているがビーム刃は形成しない。
- GNビームサーベルファング（ガッデス）
  - 上記のGNファングとは異なり、射撃能力はなく、ビーム刃を形成する機能のみ。
- 大型GNフィンファング・小型GNフィンファング（リボーンズガンダム）
  - 大型GNフィンファングはリボーンズキャノン時のGNキャノンを兼用しているため射撃機能のみ。
- 大型GNファング・小型GNファング（ガテラーザ）
  - イノベイター専用武装。大型GNファングは小型GNファングのコンテナとなっており、すべてが射撃・格闘機能を有している。ガデラーザは計154機のGNファングとそのほかの武装を、高い脳量子波を駆使してパイロットのみで制御する。

#### GNビッグキャノン・GNビッグクロー（セラヴィーガンダムII）
ラファエルガンダムが装備している、無線誘導が可能な2基の大型クロー。それぞれに擬似太陽炉を1基備える。ラファエルガンダムからバックパックごと分離・変形し、モビルスーツ（セラヴィーガンダムII）として遠隔操作することも可能。制御は脳量子波で行われる。

### 『機動戦士ガンダムAGE』シリーズ
『機動戦士ガンダムAGE』の舞台であるアドバンスド・ジェネレーション（A.G.）では、A.G.115年にヴェイガン側で開発されたXラウンダー専用機、ファルシアに遠隔誘導式のビーム端末「ファルシアビット」が、A.G.164年に出現したヴェイガン製Xラウンダー専用機、ギラーガとガンダムレギルスにそれぞれ「ギラーガビット」と「レギルスビット」が搭載されている。「ギラーガビット」「レギルスビット」はガンダムシリーズに一般的なビーム端末方式ではなく、球状のビームを発生させて遠隔操作する方式であり、ビット本体はそれらの制御ユニットとなる。また、同様のシステムなのかは不明だが、デシル・ガレットのゼダス、クロノスには他の機体を操る能力が搭載されており、特にゼダスはこれによりファルシアを操作しオールレンジ攻撃を行っている。
地球連邦側もA.G.164年に登場するガンダムAGE-FXに「Cファンネル」が搭載される。Cファンネルは遠隔操作端末で目標を切断するものであり、遠隔操作だけでなく機体に装着した状態でも近接用の武器として機能する。更にはマニピュレーターに持った状態で実体剣として運用することも可能となっており、変則的かつ多彩な攻撃が可能となっている。
また、連邦軍ではエースパイロット用機体のGバウンサーをベースにしたXラウンダー専用機ティエルヴァが開発されている。ティエルヴァの「Tビット」は、ビーム砲と突撃用のドリルブレードが装備されており、他のビーム端末も大型になっている。
なお、これらの遠隔操作端末はXラウンダーでしか扱う事ができず、脳波制御とされているが、詳細は不明。

### 『ガンダム Gのレコンギスタ』シリーズ
宇宙世紀のはるか未来という設定の『ガンダム Gのレコンギスタ』においてもファンネルやビット、有線式兵器が登場する。
アメリア製のヘカテーに「ブロックビット」、ビーナス・グロゥブ製のG-ルシファーに「スカート・ファンネル」、ジャイオーンに「ソード・ファンネル」、ジャスティマに「ファンネル・ミサイル」、トリニティに「有線式ファンネル」、ジーラッハに「ビフレストビット」、ジロッドに「バイトビット」などが搭載されている。
この時代では、既にニュータイプ能力者やニュータイプという存在・概念自体が過去のものとされ、パイロットもオールレンジ攻撃を普通に使いこなしている。

### 『機動戦士ガンダム 水星の魔女』シリーズ
ガンダムシリーズにおいてオールレンジ攻撃と呼ばれているような攻撃を行う兵器は、アニメ『機動戦士ガンダム 水星の魔女』の舞台であるアド・ステラ（A.S.）においてはドローンあるいはスウォーム兵器の一種と位置づけられている。小説版によると、同作におけるスウォーム兵器の定義とは、それぞれが独立した思考を持った兵器が群れを作り、個体だけでなく群れとしての知性も併せ持った、まとまった振る舞いを行うことができるような兵器とされる。
このうち、GUNDフォーマットを搭載したMS・GUND-ARM（ガンダム）の搭載端末は「ガンビット」（GUND-BIT）と呼ばれ、GUNDフォーマットを介することで、MSの操縦者が多数の端末を直感的に操ることができるようになっている。小型攻撃端末（1G環境下でも使用可能）としてだけでなく、複数機が組み合わさってシールドを構成、あるいは携行武装とドッキングして出力を上げる多目的機能を内包する。小型端末以外ではMSサイズの「ガンヴォルヴァ」「ガンドノード」がある。
ガンビットを扱うためには、GUNDフォーマットの起動レベルとなる「パーメットスコア」のレベルを3以上に維持しなければならず、パーメットスコアのレベルを上げるとパイロットに掛かる負荷現象「データストーム」が大きくなり、最終的に命を落とす事になる。